# Хаусон, Питер
Питер Хаусон (англ. Peter Howson, род. 1958 г. Лондон) — шотландский современный художник.

## Жизнь и творчество
Детство и юность П.Хаусона прошли в шотландском городке Престуик, в графстве Саут-Эршир. После недолгой службы в армии он в 1979 году поступает в Школу искусств Глазго. Вместе с Кеном Карри и несколькими другими художниками Хаусон воссоздаёт знаменитую группу живописцев конца XIX — начала XX столетия Глазго бойс, пропагандировавших в Шотландии модернистское искусство.
В 1990-е годы, во время войн на территории бывшей Югославии, П.Хаусон работает военным художником для лондонской прессы. Кроме военной тематики, он является автором религиозных полотен, а также портретов — в том числе Мадонны, Сильвестра Сталлоне, Дэвида Боуи, Боба Гелдофа, и др.
В настоящее время художник живёт и работает в Глазго.

## Галерея
- П.Хаусон «Портрет Мадонны»
- П.Хаусон «Игроки»
- П.Хаусон «Боксёр»